# Mikael Sandström
Fredrik Mikael Sandström, född 31 december 1967 i Gamla Uppsala församling, är en svensk politiker (moderat). Han var statssekreterare på samordningskansliet på Statsrådsberedningen 2006–2014. Sandström var riksdagsledamot 2006–2014 (statsrådsersättare i oktober 2006, ordinarie ledamot oktober 2006–2014), invald för Stockholms läns valkrets, men var ledig från uppdraget under större delen av mandatperioderna för att tjänstgöra som statssekreterare.

## Biografi
Sandström har tidigare arbetat på Moderaternas riksdagskansli, Handelns Utredningsinstitut (HUI) och på Industrins Utredningsinstitut (IUI).
Sandström kandiderade i riksdagsvalet 2006 och blev ersättare. Han tjänstgjorde som statsrådsersättare för Maria Borelius under perioden 6–12 oktober 2006. Sandström utsågs till ny ordinarie riksdagsledamot från och med 17 oktober 2006 sedan Borelius lämnat regeringen och avsagt sig uppdraget som riksdagsledamot. Sandström förblev ordinarie riksdagsledamot fram till valet 2014, men var tjänstledig under större delen av mandatperioderna.
Han var samordningschef inom Moderaterna 2015–2016 och därefter seniorkonsult inom "public affairs" på Prime. Den 2 december 2016 tog Sandström i en debattartikel avstånd från den av regeringen Reinfeldt (2006–2014) förda invandringspolitiken.
Sandström var chefsekonom på TCO 2017–2018.